# ويليام غو
ويليام غو (بالإنجليزية: William Goh)‏ هو كاهن كاثوليكي وأستاذ جامعي سنغافوري، ولد في 25 يونيو 1957 في سنغافورة.